# Svatý Willibrord
Svatý Willibrord (657? Northumbrie – 7. listopadu 739 Echternach) byl anglosaský benediktinský mnich, misionář, s jehož jménem je spojeno šíření křesťanství ve Frísku a obrácení Frísů na víru. V této souvislosti bývá nazýván „apoštolem Frísů“. Byl prvním arcibiskupem Frísů se sídlem v Utrechtu (695–739). Je svatým římskokatolické, starokatolické i pravoslavné církve, jeho svátek se světí ve výroční den jeho úmrtí, 7. listopadu (jiné církve 20. října).

## Biografie

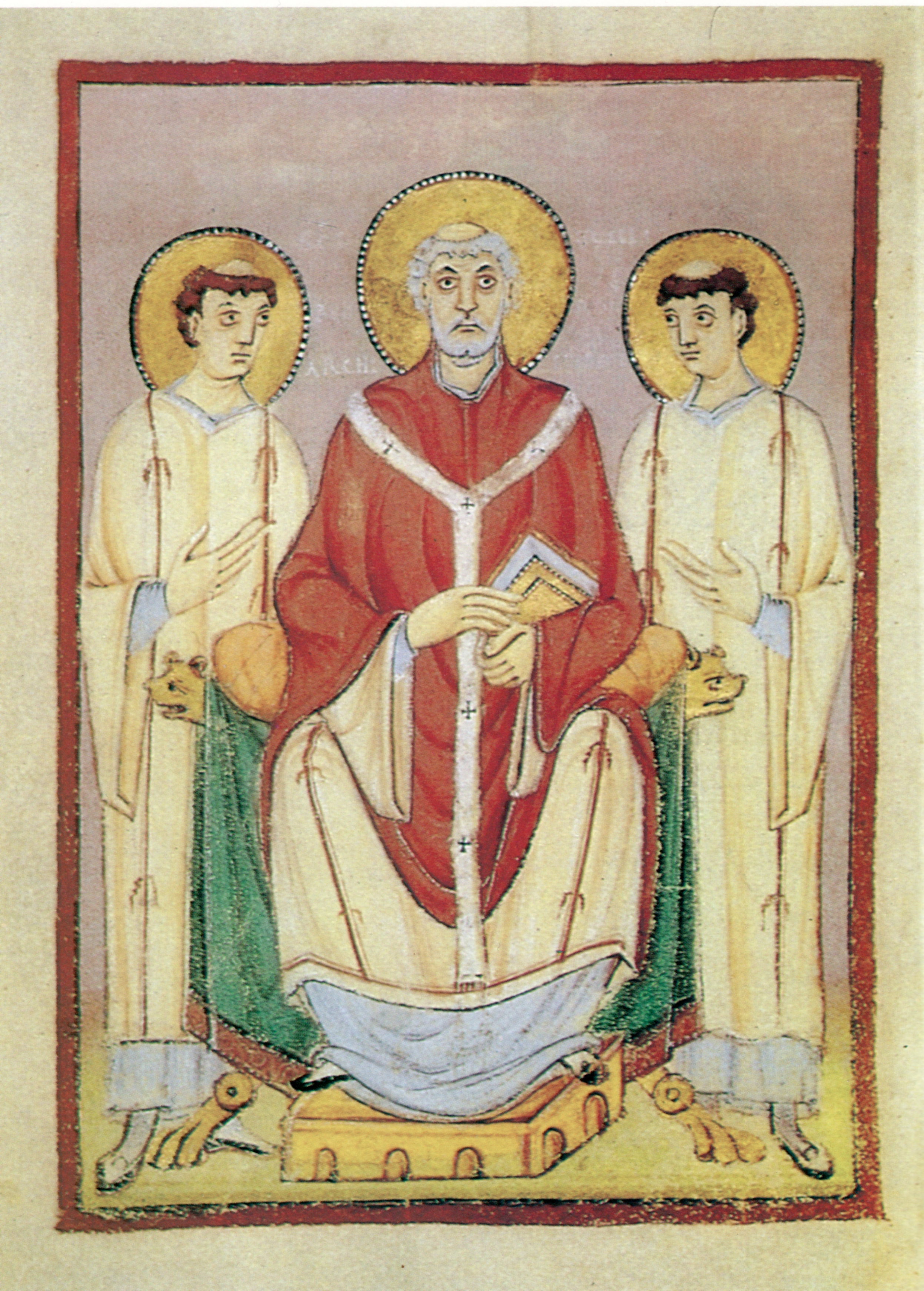
Nejstarší vyobrazení sv. Willibrorda mezi dvěma jáhny, Trevír kolem roku 1000

Willibrord se narodil v Northumbrii v rodině zbožného křesťana svatého Wilgila (n. Hilgila). Ve věku 7 let byl dán na výchovu do benediktinského kláštera v Riponu, který v té době vedl jeho zakladatel svatý Wilfrid. Když dospěl, sloužil Willibrord řeholní slib a stal se mnichem. Ve věku 20 let se odešel do opatství Rathmelsigi v Irsku, které bylo v 7. století jedním z nejvýznamnějších center teologie a vzdělanosti v Evropě. V Irsku strávil Willibrord 12 let, dokončil své vzdělání pod vedením svatého Egberta.
Roku 690 Willibrord opustil Irsko ve skupině dvanácti misionářů, mezi nimiž byli Svatý Siutbert (pozdější zakladatel kláštera Kaiserswerth v Düsseldorfu), či svatá Acca z Hexhamu. Vydal se hlásat křesťanství k pohanským Frísům. Přinesli do Fríska i kult svatého Osvalda, který se odtud dále šířil. Misie se konala na pozadí války mezi křesťanským franským majordomem Pipinem II. Prostředním a pohanským fríským králem Radbodem. Misionáři putovali do Utrechtu, kde ji kázali a vyučovali. Zvláštní význam této misie spočívá v tom, že s sebou přinášela iro-skotský ideál asketického bezdomovectví potulných mnichů. Tato idea přetrvávala ještě dlouho u anglických misionářů ve Švédsku. Svatý Eskil († 1080) se domníval, že čím bude vzdálenější domovu, tím více se přiblíží nebi. Další zvláštností irské církevní organizace bylo to, že centrem lokální církve byl klášter a její hlavou představený tohoto kláštera, zatímco po římském způsobu hlavou místní církve byl biskup, popř. arcibiskup.

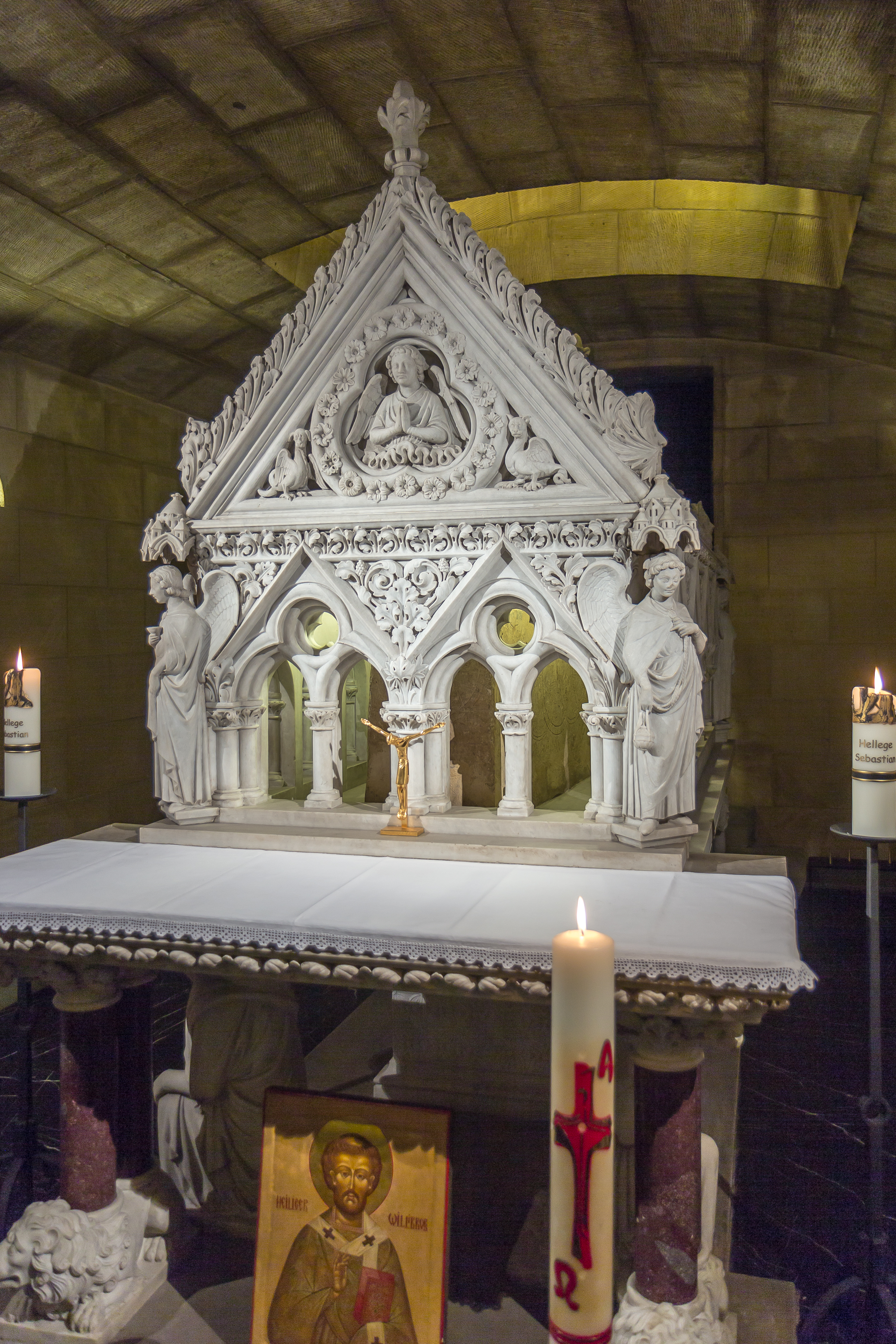
Sarkofág sv. Willibrorda v kryptě baziliky v Echternachu

Willibrord však místo tohoto starého misionářského ideálu spolupracoval s karolinským majordomem a s papežem na začlenění misionářů do říše. 
Odcestoval do Říma, kde mu roku 695 papež svatý Sergius II. dal požehnání k jeho misii ve Frísku a vysvětil jej na arcibiskupa. Willibrord se tak stal prvním arcibiskupem Frísů. Po návratu do Fríska Willibrord založil řadu kostelů, mezi nimi klášter a kostel Utrechtu, který se stal jeho prvním sídlem a místním centrem vzdělávání. Tak svatý Willibrord ve své osobě spojil obě tehdy existující misijní koncepce: jako představený kláštera, podřízený vladaři, byl hlavou mise po způsobu irském; jako arcibiskup, podřízený papeži římskému, byl hlavou mise římské. V Echternachu (nyní v Lucembursku) společně s Irminou z Oerenu založil roku 698 významné opatství, které existuje dodnes.
Svatý Willibrord hlásal nové učení nejkrutějším pohanským vůdcům, mezi nimi i samému Radbodovi, který křesťanství sice nepřijal, ale propustil Willibrorda v míru, protože obdivoval jeho smělost a neochvějné přesvědčení. Willibrord pokračoval v misiích. Ve Würzburgu mu kníže Heden II. 1. května 704 předal práva na území Durynska (Arnstadt, Mühlberg a Grossmonra), 18. dubna 716 mu kníže postoupil pozemek ke zřízení kláštera v bavorském Hamelburgu, ale tato fundace se neuskutečnila, ani misijní spolupráce se svatým Bonifácem se neosvědčila.
Dále Willibrord podnikl misii do Dánska, tam však nedosáhl úspěchu, vrátil se zpět do Fríska, protože král zahraniční misie nepodporoval.
V roce 714 pokřtil syna Karla Martela, budoucího franského krále Pipina III. Krátkého.
Roku 716 Radbod využil rozbroje mezi Franky a opět získal kontrolu nad Frískem, zničil řadu kostelů a pobil množství misionářů a místních křesťanů. Když pak roku 719 zemřel, začínal Willibrord svou práci znovu, nyní ovšem již v klidnější atmosféře pod vládou Karla Martela. Pokračoval pak ve své misijní činnosti až do pokročilého věku.
Posledních několik let svého života strávil v Echternachu, kde zemřel v noci z 6. na 7. listopad roku 739 v požehnaném věku 82 let. V chóru zdejšího klášterního kostela byl podle svého testamentu z roku 729 pohřben.

## Úcta

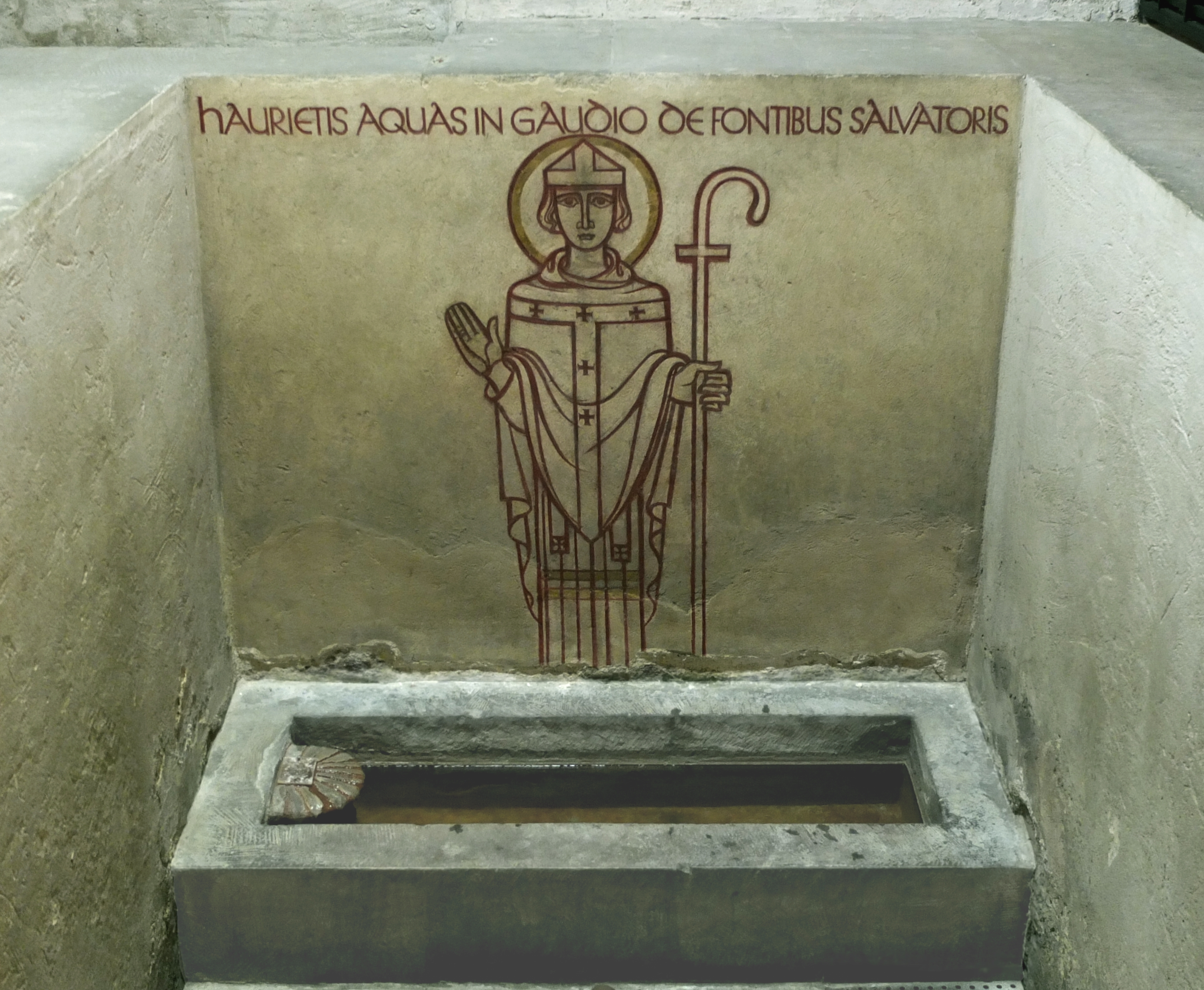
Willibrordův pramen v chrámové kryptě v Echternachu

Jeho svátek se slaví 7. listopadu. Svatý Willibrord je uctíván jak katolickými, tak i pravoslavnými křesťany.  Zvláštní úcty požívá svatý Willibrord u starokatolíků, protože je považován za patrona Utrechtské unie a starokatolický utrechtský arcibiskup se považuje za jeho nástupce v nepřerušené linii úřadu.
- V klášterní bazilice v Eternachu byl Willibrord hned po své smrti uctíván jako svatý, po něm pojmenovaný pramen v kryptě byl považován za uzdravující
- Nejstaršími vyobrazeními jsou dvě otonské iluminace sv. Willibrorda: první na biskupském trůnu, mezi dvěma jáhny – jednolist z rukopisu vzniklého v Trevíru z doby kolem roku 1000 (nyní v Národní knihovně v Paříži) a mladší ve Zlatém kodexu z Estetnachu z let 1035–1040
- Katedrála sv. Martina v Utrechtu – oltář sv. Willibrorda
- Dóm sv. Willibrorda v hanzovním městě Wesel, dříve patřící správou pod klášter v Echternachu.
- Kostel v Lommersweiler (Belgie, oltář s barokní sochou sv. Willibrorda
- Kostel sv. Willibrorda v Mnichově
- Willibrordův pramen v Zeelandu (Nizozemí),
- V pamětní síni Walhalla v Donaustaufu je Willibrordova pamětní deska.

Willibrord je uctíván jako hlavní patron nizozemského města a biskupství Utrechtské unie, města Haarlem, v Lucembursku jako druhý patron biskupství Lucemburk, patron belgických římskokatolických biskupství v Lutychu, Mecheln, Antverpách, Bruggách a Gentu, německých arcidiecézí v Münsteru, Kolíně nad Rýnem, Cáchách, Trevíru, Würzburku a Míšni, ve Francii bisupství Lille a Metz, dále jako patron pekařů v Nimwegenu a hostinských v Amsterdamu, patron proti dětským nemocem, zejména epilepsii..

### Pouť
V Echternachu se každoročně o Svatodušních svátcích koná procesí, pestrý a velmi originální průvod, zasvěcený svatému Willibrordovi. Účastníci jdou přes celé město zvláštním tanečním krokem: původně se dělaly tři kroky vpřed a dva vzad, od roku 1947 krok vpřed a vlevo a krok vpřed a vpravo. První zmínka o procesí pochází z roku 1497. V průběhu staletí byla procesí několikrát zakázána, přesto však přetrvala do dnešních dnů. Původ tohoto originálního obyčeje není přesně znám, pravděpodobně jde o pozůstatek středověkých kajícnických procesí, jejichž účastníci se chovali jako stižení těžkými chorobami, věříce, že to pomůže odehnat nemoc. Je také možné, že jde o napodobení křesťanských poutníků, kteří po každých třech krocích padali na kolena. Není ani vyloučeno, že v tomto zvyku přežívají relikty starých pohanských rituálů. Procesí je zakončeno u světcova hrobu slavnostní mší.